# Park Avenue Logger

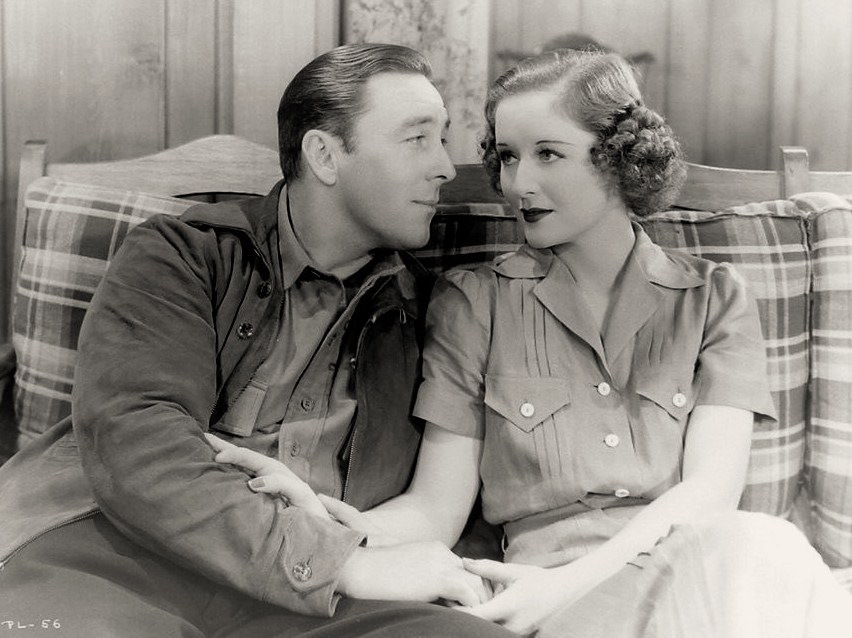
George O'Brien et Beatrice Roberts dans Park Avenue Logger

Park Avenue Logger est un film américain réalisé par David Howard, sorti en 1937.

## Synopsis
Le millionnaire Mike Curran envoie son fils Grant s'aguerrir dans un camp de bucherons dans l'Oregon. Il ignore qu'il est en fait lutteur professionnel.

## Fiche technique
- Réalisation : David Howard, assisté de George Sherman
- Scénario : Daniel Jarrett, Ewing Scott d'après une histoire de Bruce Hutchison
- Producteurs : George A. Hirliman, Leonard Goldstein
- Distribution : RKO Radio Pictures, Inc.
- Image : Frank B. Good
- Montage : Robert O. Crandall
- Durée : 67 minutes
- Date de sortie : 16 mars 1937

## Distribution
- George O'Brien : Grant Curran
- Beatrice Roberts : Peggy O'Shea
- Willard Robertson : Ben Morton
- Ward Bond : Paul Sangar
- Bert Hanlon : Nick
- Gertrude Short : Margy MacLean
- Lloyd Ingraham : Mike Curran
- George Rosener : Matt O'Shea
- Robert Emmett O'Connor : Policier
- Frank Hagney : Bûcheron